# Bumerang
Il Bumerang (in cirillico: Бумеранг) è un veicolo militare anfibio ruotato di nuova generazione, adibito al trasporto della fanteria, di fabbricazione russa e sviluppato sul finire degli anni 2000 dalla Arzamas AMZ per conto delle forze armate russe con l'obiettivo di succedere alla nutrita famiglia dei BTR di origine sovietica.
Disegnato in due variati, K-16 e K-17, rispettivamente APC ed IFV, che tra loro condividono scafo ed organi meccanici, differiscono marcatamente per il tipo di armamento installato.
Dotato di corazzatura più spessa dei suoi predecessori, può resistere all'esplosione di mine anticarro al di sotto dello scafo mentre, al pari della famiglia di veicoli che è chiamato a sostituire, è in grado di guadare specchi d'acqua senza particolare preparazione.
A causa della concorrenza delle piattaforme Armata quali il Kurganets ed il T-15, il Bumerang non è ancora entrato in servizio; le prove di stato saranno completate nel 2021.

## Storia

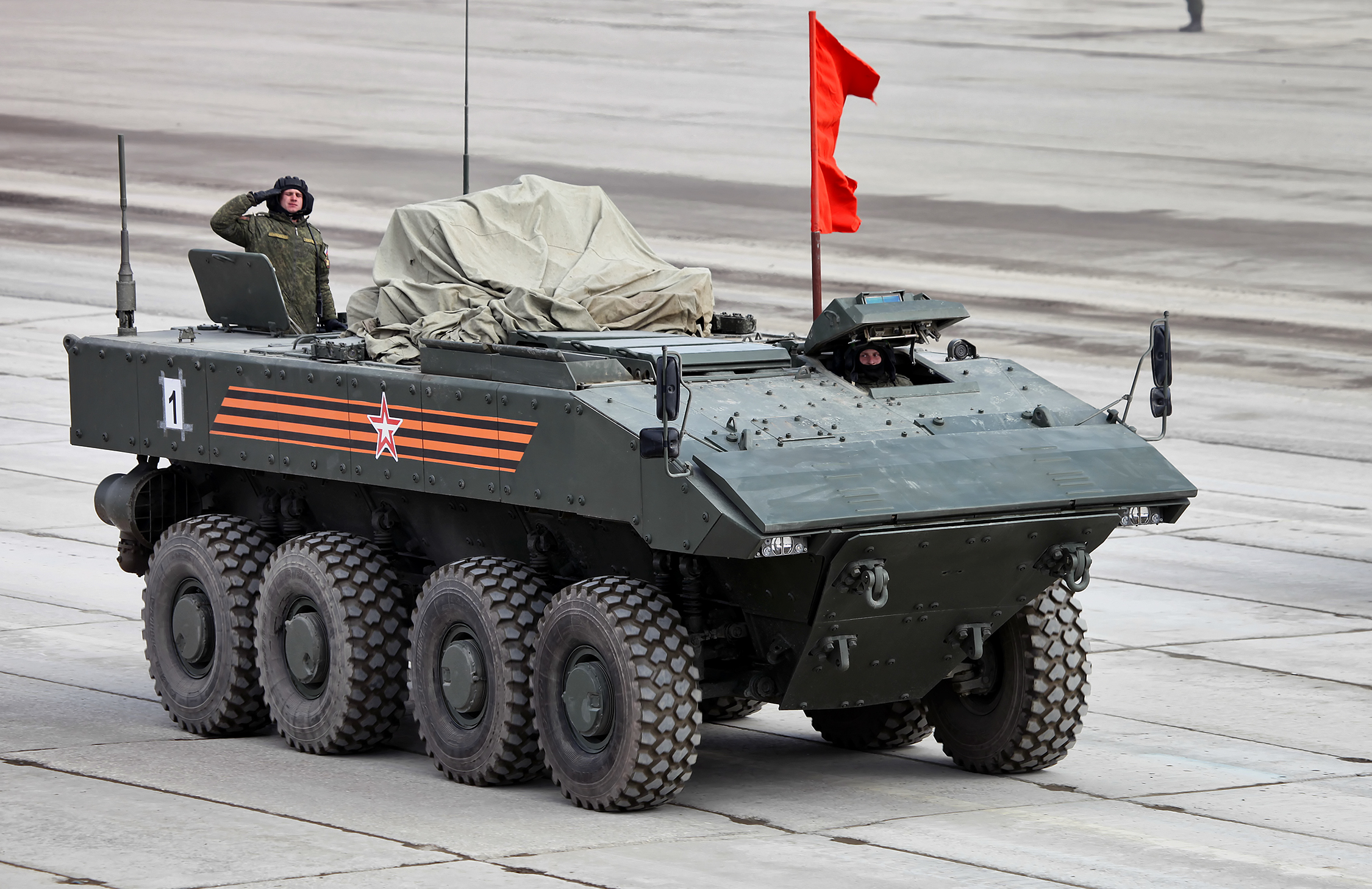
Il prototipo della versione K-16 alla sua prima presentazione al pubblico

A differenza dei veicoli per la fanteria cingolati, lo sviluppo dei mezzi da trasporto truppe ruotati seguì in Unione Sovietica prima e in Russia poi una linea evolutiva piuttosto lineare: a originare dal capostipite BTR-60, introdotto in servizio nel 1960, i mezzi seguenti si caratterizzarono fondamentalmente come miglioramenti e potenziamenti dei mezzi predecessori, senza grandi salti evolutivi e rilevanti variazioni concettuali. Tale linea di sviluppo proseguì fino ai primi anni 1990, quando l'industria russa propose alle forze armate russe, come ultimo modello della famiglia dei BTR, il veicolo trasporto truppe BTR-90: il mezzo fu acquistato in un piccolo quantitativo per prove e valutazioni, ma alla fine le forze armate russe decisero (probabilmente per questioni di bilancio) di non introdurlo in servizio optando invece per una versione ammodernata del precedente BTR-80, il BTR-82 A, messa in produzione nel 2010.
Contemporaneamente all'adozione del BTR-82 A, e nel quadro di un più ampio programma di ammodernamento della componente corazzata delle forze armate russe, il ministero della difesa di Mosca commissionò, nel 2011, alla ditta Arzamas AMZ un nuovo veicolo da trasporto truppe dotato di un'architettura radicalmente diversa dai precedenti BTR: in particolare, al fine di avere un vano da trasporto più ergonomico e confortevole per i fanti, il nuovo mezzo avrebbe dovuto avere uno scafo più alto dei BTR e con l'apparato motore collocato in posizione anteriore anziché posteriore; inoltre, il mezzo avrebbe dovuto condividere il massimo dei componenti con il nuovo veicolo da combattimento della fanteria cingolato Kurganets-25, contemporaneamente in fase di progettazione da parte della ditta Voyenno Promyshlennaya Kompaniya (parte del gruppo GAZ).
Il primo prototipo del Bumerang (provvisoriamente denominato "Gilza") fu presentato agli ufficiali russi nel 2013 e subito impiegato per prove e valutazioni; nel 2015 i primi veicoli di pre-produzione iniziarono a entrare in servizio, e alcuni di essi furono presentati al pubblico durante la parata per la Giornata della vittoria del 9 maggio 2015. La produzione su vasta scala si ritiene che possa avere inizio tra il 2018 e il 2019, con un requisito stimato in circa 2.000 veicoli che rimpiazzeranno i modelli più vecchi della serie BTR ancora in servizio con le forze russe.

## Caratteristiche

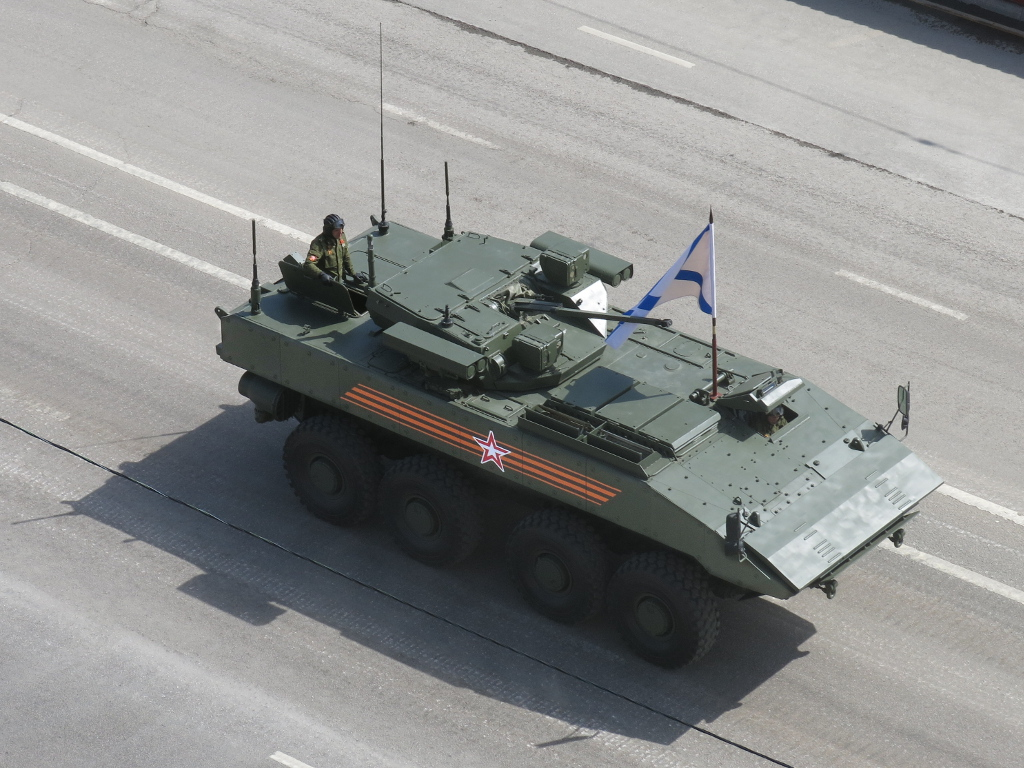
Veduta dall'alto di un Bumerang K-17

Le esatte specifiche tecniche del mezzo non sono ancora state ufficialmente rese note dalle autorità russe. Il Bumerang si presenta come un veicolo ruotato in configurazione 8x8; lo scafo, comune alle due versioni del mezzo, è piuttosto squadrato e ha delle misure stimate in 8 metri in lunghezza e 3 metri in larghezza per un'altezza di 2,8-3 metri. Il peso in ordine di combattimento è stimato tra un minimo di 15 tonnellate e un massimo di 30 tonnellate a seconda della versione. Il sistema di blindatura del mezzo è ancora tenuto segreto, ma si ritiene che lo scafo sia realizzato (come quello del Kurganets-25) con la nuova lega d'acciaio 445-sv-Sh, a struttura microcristallina e trattata termicamente, con la possibilità di installare ulteriori pannelli di protezione aggiuntivi; il livello di protezione non è noto, ma si ritiene che comprenda una protezione dal fuoco di proiettili calibro 14,5 mm nel punto di massima corazzatura. La parte inferiore dello scafo presenta una sagoma parzialmente a V, una misura volta a ridurre gli effetti delle esplosioni di mine ed ordigni improvvisati al di sotto del mezzo; il veicolo presenta una completa protezione da agenti NBC, ma per il momento non presenta sistemi di protezione attiva.

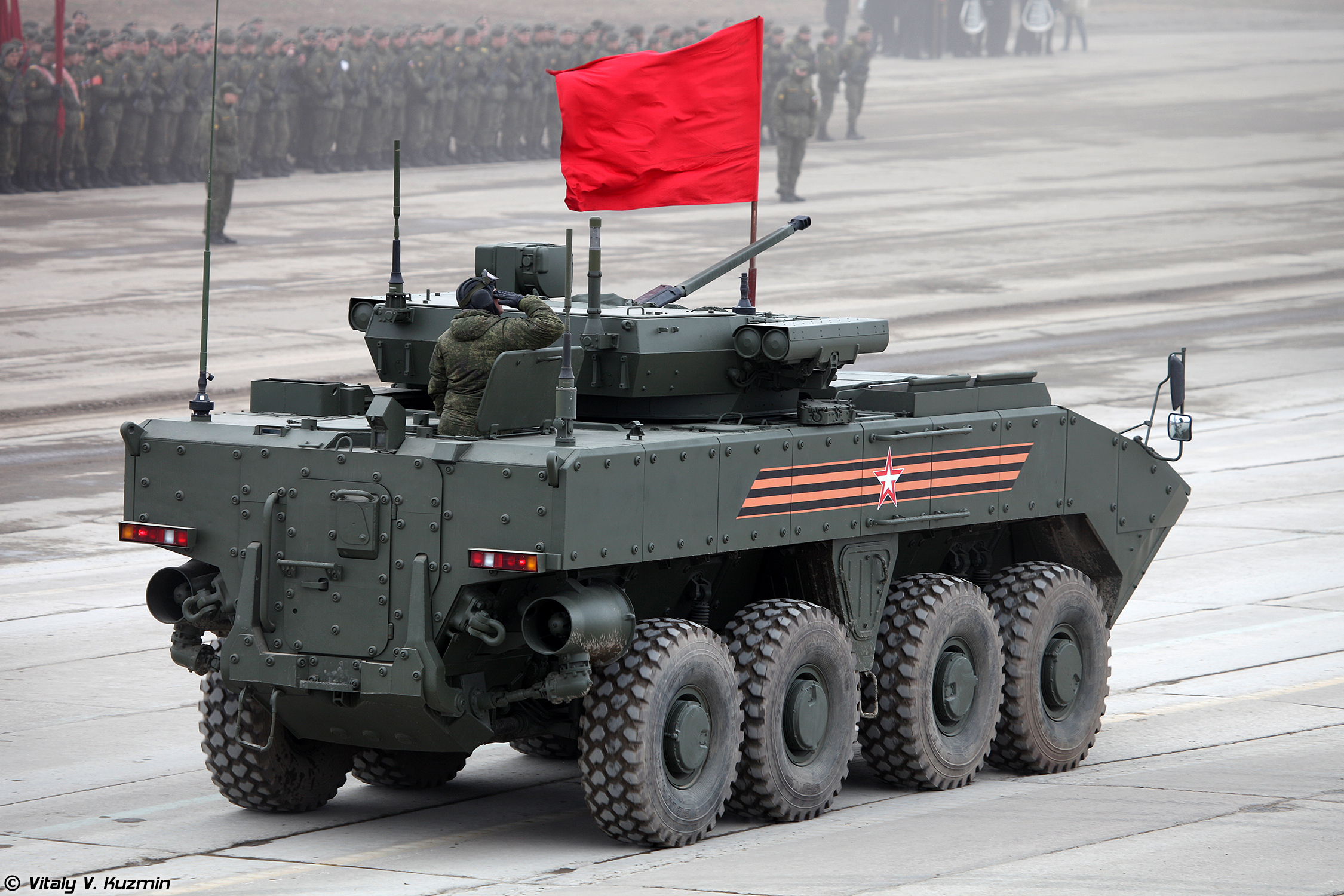
Un Bumerang K-17 visto da dietro

L'apparto motore si basa su un turbodiesel YAMZ-780 (lo stesso installato sul Kurganets-25) prodotto dal gruppo GAZ, a 6 cilindri per 12,4 litri di cilindrata e una potenza di 750 hp; al motore è associata una trasmissione automatica con cambio a sei marce. Al veicolo è attribuita una velocità massima su strada di circa 100 km/h e un'autonomia di circa 800 km; il Bumerang è anfibio e, grazie a due eliche intubate nella parte posteriore, può muoversi in acqua alla velocità di 10 km/h. Il mezzo può superare un ostacolo verticale di circa 0,6 metri d'altezza e una trincea profonda circa 2 metri. Gli pneumatici sono dotati di toroide di sicurezza che consente la marcia anche nel caso siano afflosciati; le prime quattro ruote del treno sono sterzanti.

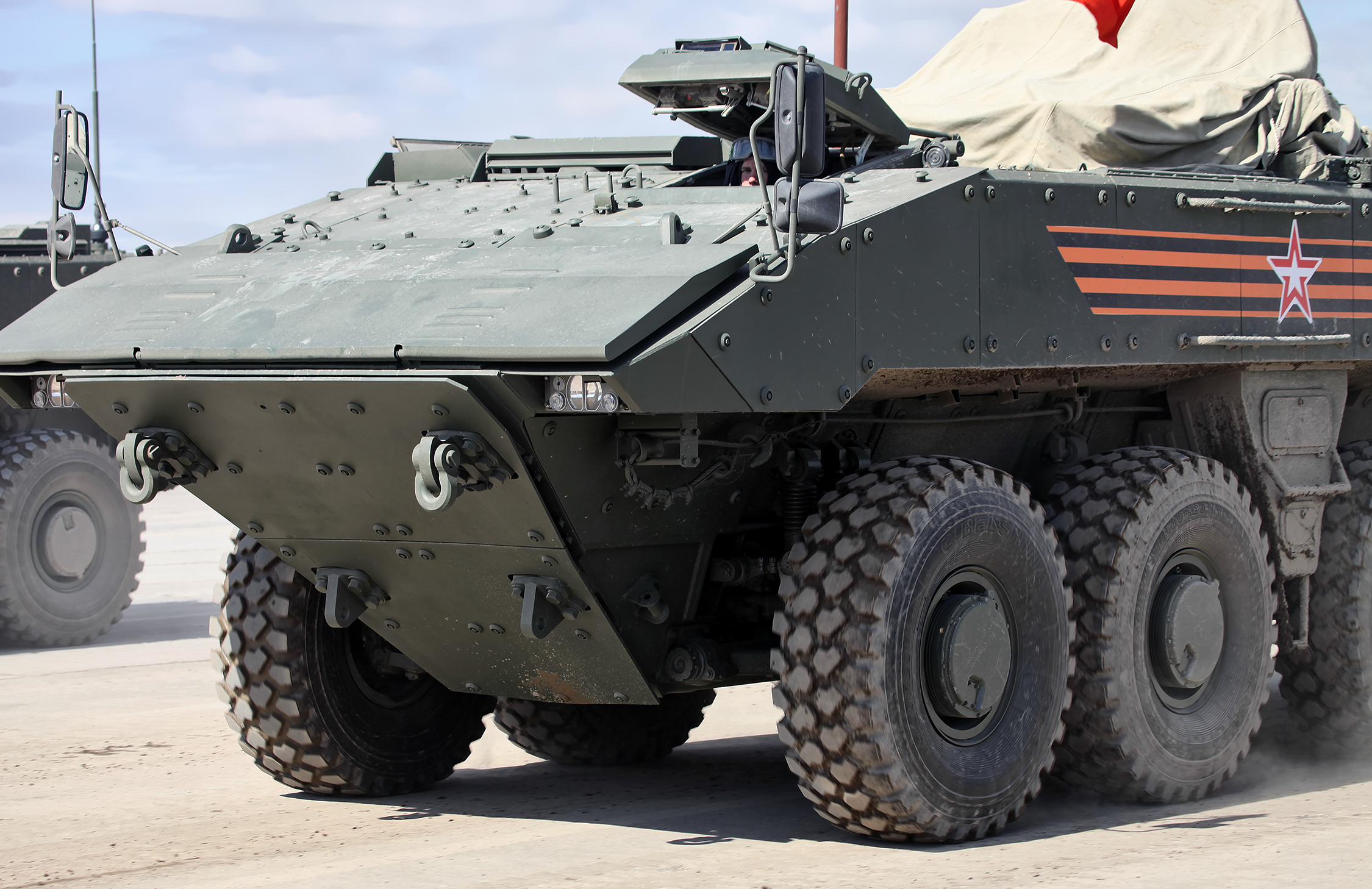
Veduta frontale di un K-16 con il portello del pilota parzialmente aperto

L'equipaggio del mezzo ammonta a tre uomini (comandante, pilota e cannoniere): il pilota è posizionato nella parte anteriore sinistra del mezzo, comandante e cannoniere nella parte centrale dello scafo. Il vano da trasporto consente l'alloggiamento di otto o nove soldati di fanteria, sistemati sui due lati del locale su sedili fissati al soffitto in modo da attenuare gli effetti di scoppi di ordigni al di sotto del mezzo. La sistemazione dell'apparato motore nella parte anteriore destra del veicolo consente, a differenza dei precedenti BTR, di far sbarcare la squadra di fanteria da un ampio portellone posto sul retro, una soluzione che aumenta la protezione dei fanti stessi in fase di discesa; sono poi presenti due portelli nella parte posteriore del tetto del vano di trasporto, e un portello nella sezione anteriore sinistra del mezzo da cui si accede al vano del pilota.
L'armamento del Bumerang è concentrato nella torretta a controllo remoto "Epoch" o "Bumerang-BM", la stessa del Kurganets-25: una soluzione che, eliminando il "cesto" penetrante all'interno dello scafo, aumenta lo spazio interno del vano di trasporto. L'armamento installato in torretta è differente a seconda della versione del mezzo: la versione trasporto truppe (K-16) presenta solo una mitragliatrice Kord calibro 12,7 mm; la versione veicolo da combattimento della fanteria (K-17) è armata con una mitragliera Shipunov 2A42 calibro 30 mm, una mitragliatrice PK da 7,62 mm coassiale e due lanciatori binati per missili anticarro e anti-elicotteri Kornet posti ai lati della torretta.
Sulla torretta sono installati due complessi elettro-ottici stabilizzati dotati di telemetro e designatore laser per l'osservazione e la condotta del tiro: quello del cannoniere è in basso a destra, quello del comandante in alto a sinistra. Su ciascuno dei due lati dello scafo è presente un sistema elettro-ottico con tre obiettivi, uno puntato lungo l'asse del veicolo e gli altri inclinati di 45° anteriormente e posteriormente; altri due apparati di visione sono posizionati anteriormente affiancato a un faro a luce normale e posteriormente sopra il portellone di uscita della fanteria.